# Světový pohár v orientačním běhu 2005
Světový pohár v orientačním běhu 2005 (Orienteering World Cup 2005) byl 11. ročníkem této soutěže. Skládal se z 9 individuálních závodů, které se konaly ve Spojeném království, Japonsku a Itálii. Součástí Světového poháru bylo i Mistrovství světa v orientačním běhu 2005 v Aichi v Japonsku.  
V mužské kategorii zvítězil Andrey Chramov z Ruska, který získal 266 bodů.  
V ženské kategorii dominovala Simone Niggli-Luder ze Švýcarska, která vyhrála 6 z 8 závodů a získala 345 bodů.
---

## Individuální závody Světového poháru 2005
| č. | Datum          | Trať         | Místo                            | Vítěz muži        | Vítěz ženy             |
| -- | -------------- | ------------ | -------------------------------- | ----------------- | ---------------------- |
| 1  | 1. květen 2005 | Long         | Surrey Hills, Spojené království | Jani Lakanen      | Simone Niggli-Luder    |
| 2  | 2. květen 2005 | Sprint       | Surrey Hills, Spojené království | Daniel Hubmann    | Anne Margrethe Hausken |
| 3  | 3. květen 2005 | Middle       | Surrey Hills, Spojené království | Andrey Khramov    | Jenny Johansson        |
| 4  | 10. srpen 2005 | Sprint (WOC) | Aichi, Japonsko                  | Emil Wingstedt    | Simone Niggli-Luder    |
| 5  | 11. srpen 2005 | Middle (WOC) | Aichi, Japonsko                  | Thierry Gueorgiou | Simone Niggli-Luder    |
| 6  | 12. srpen 2005 | Long (WOC)   | Aichi, Japonsko                  | Andrey Khramov    | Simone Niggli-Luder    |
| 7  | 3. říjen 2005  | Middle       | Monte Livate, Itálie             | Mikhail Mamleev   | Vroni König-Salmi      |
| 8  | 5. říjen 2005  | Sprint       | Monte Livate, Itálie             | Daniel Hubmann    | Simone Niggli-Luder    |
| 9  | 6. říjen 2005  | Long         | Monte Livate, Itálie             | Chris Terkelsen   | Simone Niggli-Luder    |

---

## Celkové pořadí

### Muži
| Pořadí | Závodník          | Země      | Body |
| ------ | ----------------- | --------- | ---- |
| 1.     | Andrey Khramov    | Rusko     | 266  |
| 2.     | Thierry Gueorgiou | Francie   | 259  |
| 3.     | Daniel Hubmann    | Švýcarsko | 250  |

### Ženy
| Pořadí | Závodnice              | Země      | Body |
| ------ | ---------------------- | --------- | ---- |
| 1.     | Simone Niggli-Luder    | Švýcarsko | 345  |
| 2.     | Vroni König-Salmi      | Švýcarsko | 285  |
| 3.     | Anne Margrethe Hausken | Norsko    | 261  |

---